# Sharp MZ

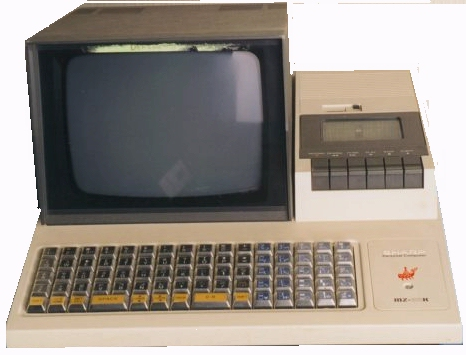
MZ-80K

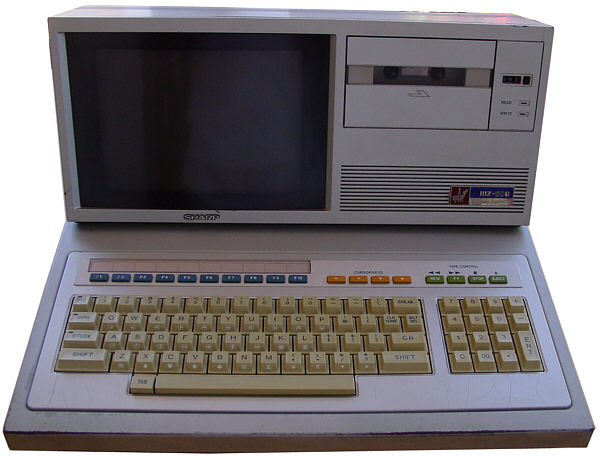
MZ-80B

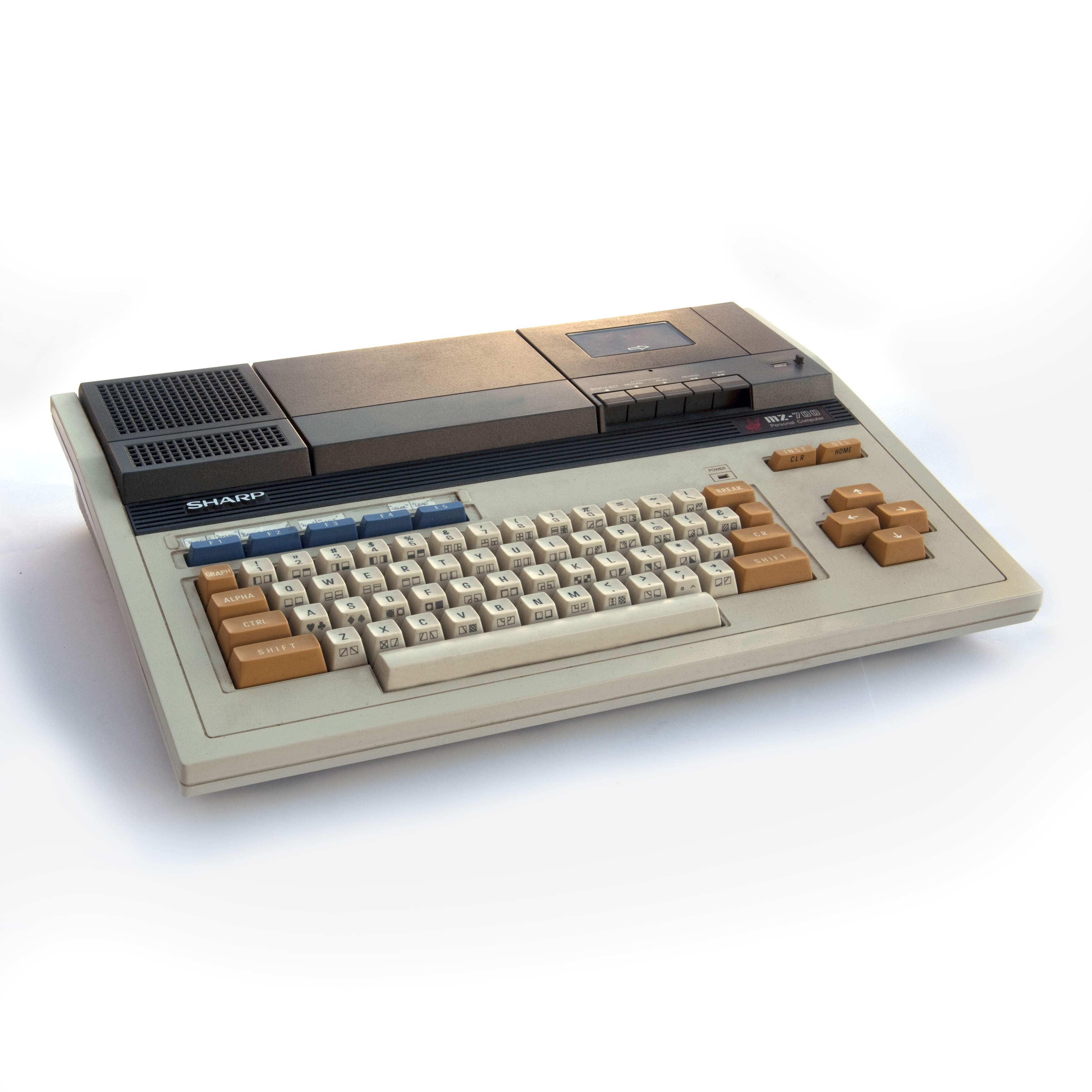
MZ-700

De MZ-serie is een type homecomputer van Sharp. De eerste MZ-computers kwam vanaf 1978 op de markt, en de doelmarkten waren Japan en West-Europa (met name Duitsland en het Verenigd Koninkrijk).
In tegenstelling tot wat vaak wordt gedacht is de naam MZ niet afgeleid van "Microcomputer Z80", maar stamt af van de MZ-40K, een zelfbouw homecomputer uit 1978 die was gebaseerd op een Fujitsu 4-bit MB8843 processor. De MZ-40K had een eenvoudig hexadecimaal toetsenbord, en werd al snel opgevolgd door de MZ-80K, K2, C, en K2E die allen waren gebaseerd op een 8-bit LH0080A Sharp processor (die compatible was met de Zilog Z80).
Vanaf de eerste op Z80 gebaseerde modellen tot aan de MZ-2200 in 1983 werden alle uitvoeringen voorzien van ingebouwd beeldscherm, toetsenbord en cassetterecorder voor opslag, zoals Commodore dat deed in haar PET modellen. Verder was bijzonder aan de MZ dat er geen besturingssysteem of interpreter voor een programmeertaal in ROM werd meegeleverd, zoals IBM dat ook niet deed in haar pc. Dit maakte het voor veel andere partijen mogelijk om programmeertalen en besturingssystemen voor MZ beschikbaar te maken. Gezien diskettestations over het algemeen nog te duur waren voor de gemiddelde consument was de MZ cassetterecorder een goede tussenoplossing. Deze was sneller en betrouwbaarder dan die van concurrenten, echter het duurde door deze voorsprong langer voordat Sharp ook diskettestations ging ondersteunen.

## Producten
Binnen de MZ-serie zijn een aantal productlijnen, waaronder de tekstgebaseerde MZ-80K, de grafische MZ-80B en de MZ-3500/5500 series, elk met een eigen architectuur.
- MZ-80K, met als afgeleiden de MZ-80C, MZ-80K2, MZ-80K2E, MZ-80A en MZ-1200
- MZ-80B, bedoeld voor zakelijk gebruik, geïntroduceerd in 1981. Afgeleiden waren MZ-80B2, MZ-2000 en MZ-2200.
- MZ-700, de eerste MZ serie die werd geproduceerd zonder ingebouwd beeldscherm. Optioneel kan een grafische plotter en/of een cassetterecorder worden ingebouwd. De opvolger hiervan was de MZ-800, die een 640x200 grafische modus ondersteunt.
- MZ-2500 (1985) met een Z80B processor op 6 MHz. De MZ-2500 heeft naast het cassettesysteem minstens 1 diskettestation, een geluidschip en 256 kleuren. Afgeleiden zijn MZ-2511, MZ-2520, MZ-2521 en MZ-2531.
- MZ-2800, een hybride 16-bit computer met zowel een Z80 als een Intel 80286 processor. Hierdoor is de MZ-2800 niet alleen backward compatible met de MZ-2500, maar kan er ook 16-bit MS-DOS op worden gedraaid.
- MZ-3500/5500/6500, bedoeld voor de zakelijke markt en hebben dan ook allemaal een 5,25" diskettedrive. De MZ-3500 heeft als besturingssysteem FDOS en EOS (CP/M compatible); de MZ-5500 heeft een 80286 CPU en draait MS-DOS. De MZ-6500 is een snellere versie van de MZ-5500, bedoeld als CAD-station.
- MZ-8000, compatible met PC/AT en uitgevoerd met Intel 80286/80386 processoren.